# 119
119（百十九、一一九、ひゃくじゅうきゅう）は自然数、また整数において、118の次で120の前の数である。

## 性質
- 119は合成数であり、約数は 1, 7, 17 と 119 である。
  - 約数の和は144。
    - σ(n) と σ(n) − n が平方数になる3番目の数である。1つ前は3、次は527。ただしσは約数関数。(オンライン整数列大辞典の数列 A176996)
      - 約数の和が平方数になる9番目の数である。1つ前は115、次は170。
      - 素数を除いて σ(n) − n が平方数になる12番目の数である。1つ前は95、次は122。ただしσは約数関数。(オンライン整数列大辞典の数列 A048699)
- 119 = 7 × 17
  - 39番目の半素数である。1つ前は118、次は121。
  - n = 7 のときの n と prime(n) との積とみたとき1つ前は78、次は152。(オンライン整数列大辞典の数列 A033286)
- 連続する5つの素数の和として表せる7番目の数である。1つ前は101、次は139。
119 = 17 + 19 + 23 + 29 + 31
- 各位の和が11になる9番目の数である。1つ前は92、次は128。
- 各位の平方和が83になる最小の数である。次は191。(オンライン整数列大辞典の数列 A003132)
  - 各位の平方和が n になる最小の数である。1つ前の82は19、次の84は248。(オンライン整数列大辞典の数列 A055016)
- 各位の立方和が731になる最小の数である。次は191。(オンライン整数列大辞典の数列 A055012)
  - 各位の立方和が n になる最小の数である。1つ前の730は19、次の732は1119。(オンライン整数列大辞典の数列 A165370)
- 各位の積が9になる5番目の数である。1つ前は91、次は133。(オンライン整数列大辞典の数列 A034056)
- 119 = 13 + 33 + 33 + 43
  - 4つの正の数の立方和で表せる23番目の数である。1つ前は108、次は126。(オンライン整数列大辞典の数列 A003327)
- 119 = 112 − 2
  - n = 2 のときの 11n − n の値とみたとき1つ前は10、次は1328。(オンライン整数列大辞典の数列 A024128)
- 19の約数 1,19 を昇順に並べた数である。n の約数を昇順に並べた数とみたとき1つ前の18は1236918、次の20は12451020。(オンライン整数列大辞典の数列 A037278)
- 119 = 53 − 5 − 1
  - n = 5 のときの n3 − n − 1 の値とみたとき1つ前は59、次は209。(オンライン整数列大辞典の数列 A126420)
- 119 = {\displaystyle \sum _{k=0}^{6}(k^{2}+k+1)}
  - n = 6 のときの {\displaystyle \sum _{k=0}^{n}(k^{2}+k+1)} の値とみたとき1つ前は76、次は176。(オンライン整数列大辞典の数列 A006527)
- 119 = 5! − 1
  - n = 5 のときの n! − 1 の値とみたとき1つ前は23、次は719。(オンライン整数列大辞典の数列 A033312)
- 119 = 122 − 25
  - n = 12 のときの n2 − 25 の値とみたとき1つ前は96、次は144。(オンライン整数列大辞典の数列 A098603)

## その他 119 に関連すること
- 西暦119年
- 紀元前119年
- いくつかの地域における緊急通報用電話番号。
  - 救急：インドネシア
  - 消防：中華人民共和国、コロンビア
  - 救急及び消防：日本(→日本の消防、119番)、大韓民国、台湾
  - 警察：スリランカ、ジャマイカ
  - 転じて、サポートセンターや各種レスキューサービスの名前にも使われる。(例:｢ミシン119番｣[1](ブラザー工業))
- 『119』は、1994年の日本映画。竹中直人監督。
- 第119代天皇は光格天皇である。
- 第119代ローマ教皇はセルギウス3世（在位：904年1月29日〜911年4月14日）である。
- 国鉄119系電車は飯田線で使用される近郊形電車。
- 年始から数えて119日目は4月29日（昭和の日）、閏年は4月28日。